# Appartements 9JKL
Appartements 9JKL (9JKL) est une série télévisée américaine en seize épisodes de 22 minutes créée par Dana Klein et Mark Feuerstein, diffusée entre le 2 octobre 2017 et le 5 février 2018 sur le réseau CBS et en simultané sur le réseau Global au Canada.
En France, l'intégralité de la série est disponible sur 6play en janvier 2020. Elle reste inédite dans les autres pays francophones.

## Synopsis
Josh Roberts, un acteur divorcé, vit dans l'appartement 9K, ses parents vivent dans le 9J, tandis que son frère, sa belle-sœur et leur nouveau-né vivent dans l'appartement 9L. Cette situation unique l'a incité à fixer des limites tout en établissant des liens avec les membres de sa famille.

## Distribution

### Acteurs principaux
- Mark Feuerstein (VF : Denis Laustriat) : Josh Roberts
- Elliott Gould (VF : Bernard Tiphaine) : Harry Roberts
- Linda Lavin (VF : Michelle Bardollet) : Judy Roberts
- David Walton (VF : Damien Ferrette) : Andrew Roberts
- Liza Lapira (VF : Audrey Sourdive) : Eve Roberts
- Matt Murray (en) (VF : Yannick Blivet) : Nick
- Albert Tsai (en) (VF : Dorothée Pousséo) : Lan

### Invités
- Paul Feig : lui-même (épisode 1)
- Sally Pressman (VF : Laura Blanc) : Christina (épisode 1)
- Mouzam Makkar (VF : Armelle Gallaud) : Lily (épisode 2)
- Tone Bell (en) (VF : Eilias Changuel) : Luke (épisodes 3 et 12)
- Robert Costanzo : Massimo (épisode 4)
- Kadeem Hardison : Terrance (épisode 5)
- Suzy Nakamura : la directrice de casting (épisode 6)
- Megan Park (VF : Karine Foviau) : Sara (épisode 7)
- Lois Smith (VF : Marion Game) : Iris Robinson, la mémé fugueuse (épisode 8)
- Brooke D'Orsay (VF : Ingrid Donnadieu) : Natalie (épisode 9)
- Meagan Tandy (VF : Alice Taurand) : Toni (épisode 10)
- Michael Showalter : Walter Michaelson (épisode 11)
- Christina Pickles (VF : Marie-Martine (actrice)) : Leanore (épisode 12)
- Fred Willard : Dick (épisode 12)
- Andrea Anders (VF : Sybille Tureau) : Lauren (épisode 13)
- Phil Morris : Dr Starnes (épisode 14)
- Carla Renata (VF : Maïk Darah) : Janet (épisode 14)
- Cheri Oteri : Patty Partridge (épisode 15)
- Brooke Lyons (VF : Laura Préjean) : Kim (épisode 16)

Version française
- Société de doublage : Mediadub International[4]
- Direction artistique : Blanche Ravelec[4]

 Source et légende : version française (VF) sur RS Doublage

## Production

### Développement
Le projet a débuté en août 2016. La série est vaguement basée sur les expériences de Mark Feuerstein lors du tournage de la série Royal Pains sur USA Network. Dans la vraie vie, cependant, Mark Feuerstein vivait avec sa femme, Dana Klein, productrice exécutive, dans l'appartement 9JKL tout en vivant à côté de sa propre famille.
À la mi-janvier 2017, CBS commande un pilote. Le casting débute en février dans cet ordre : David Walton, Matt Murray, Liza Lapira, Linda Lavin et Elliott Gould.
Satisfaite du pilote, CBS commande la série à la mi-mai 2017, puis cinq jours plus tard lors des Upfronts, place la série dans la case du lundi soir. À la mi-juin, Albert Tsai (en) est promu à la distribution principale.
Le 17 novembre 2017, CBS commande trois épisodes supplémentaires, portant la saison à seize épisodes.
Le 12 mai 2018, CBS confirme l'annulation de la série.

### Fiche technique
- Titre originale : 9JKL
- Création : Dana Klein, Mark Feuerstein
- Réalisation : Pamela Fryman, Victor Gonzalez, Jeff Greenstein, Michael Shea
- Scénario : Dana Klein, Mark Feuerstein, Austin Winsberg, Jim Reynolds, Tom Hertz, Talia Bernstein, Stephanie Darrow, Gracie Glassmeyer, Daniel Spector
- Musique : Gabriel Mann
- Production : Dana Klein, Mark Feuerstein, Aaron Kaplan, Wendi Trilling, Dana Honor
- Société(s) de production : Liscolaide Productions, Trill TV, Kapital Entertainment, CBS Television Studios
- Société(s) de distribution : CBS Television Distribution
- Pays d'origine :  États-Unis
- Langue originale : Anglais
- Genre : Comédie
- Durée : 22 minutes

## Épisodes
1. Retour au bercail (Pilot)
2. Le Coup d'un soir (Relationship Guy)
3. Un nouvel ami (Cool Friend Luke)
4. Racquet-steak (High Steaks)
5. La Clé des champs (The Key to Life)
6. Docteur Folandrew (TV MD)
7. Super nounou (Nanny Wars)
8. Thanksgiving au top ! (Make Thanksgiving Great Again)
9. Escapade en amoureux (Lovers Getaway)
10. Concessions de famille (The Family Plot)
11. Action ! (Set Visit)
12. Mauvais joueurs (It Happened One Night)
13. Maman poule et papy gâteau (Heavy Meddling)
14. Actors studio (Fridays with Harry)
15. Ma fan numéro un (Stalker Status)
16. Rideau (Tell All)

## Accueil

### Réception critique
Le site Web de l'agrégateur d'avis, Rotten Tomatoes, a déclaré une cote d'approbation de 15 % en fonction de 11 examens. Metacritic, qui utilise une moyenne pondérée, a attribué une note de 37 sur 100 à 10 critiques, indiquant des « critiques généralement défavorables ».